# Kuala Lumpur Challenger 2 1993
Il Kuala Lumpur Challenger 2 1993 è stato un torneo di tennis facente parte della categoria ATP Challenger Series nell'ambito dell'ATP Challenger Series 1993. Il torneo si è giocato a Kuala Lumpur in Malaysia dal 29 novembre al 5 dicembre 1993 su campi in cemento.

## Vincitori

### Singolare
Alexander Mronz ha battuto in finale  Tommy Ho con il punteggio di 6–1, 6–0

### Doppio
Sébastien Lareau /  Daniel Nestor hanno battuto in finale  David Nainkin /  Kevin Ullyett con il punteggio di 6–4, 6–4